# Симидзу (посёлок, Хоккайдо)

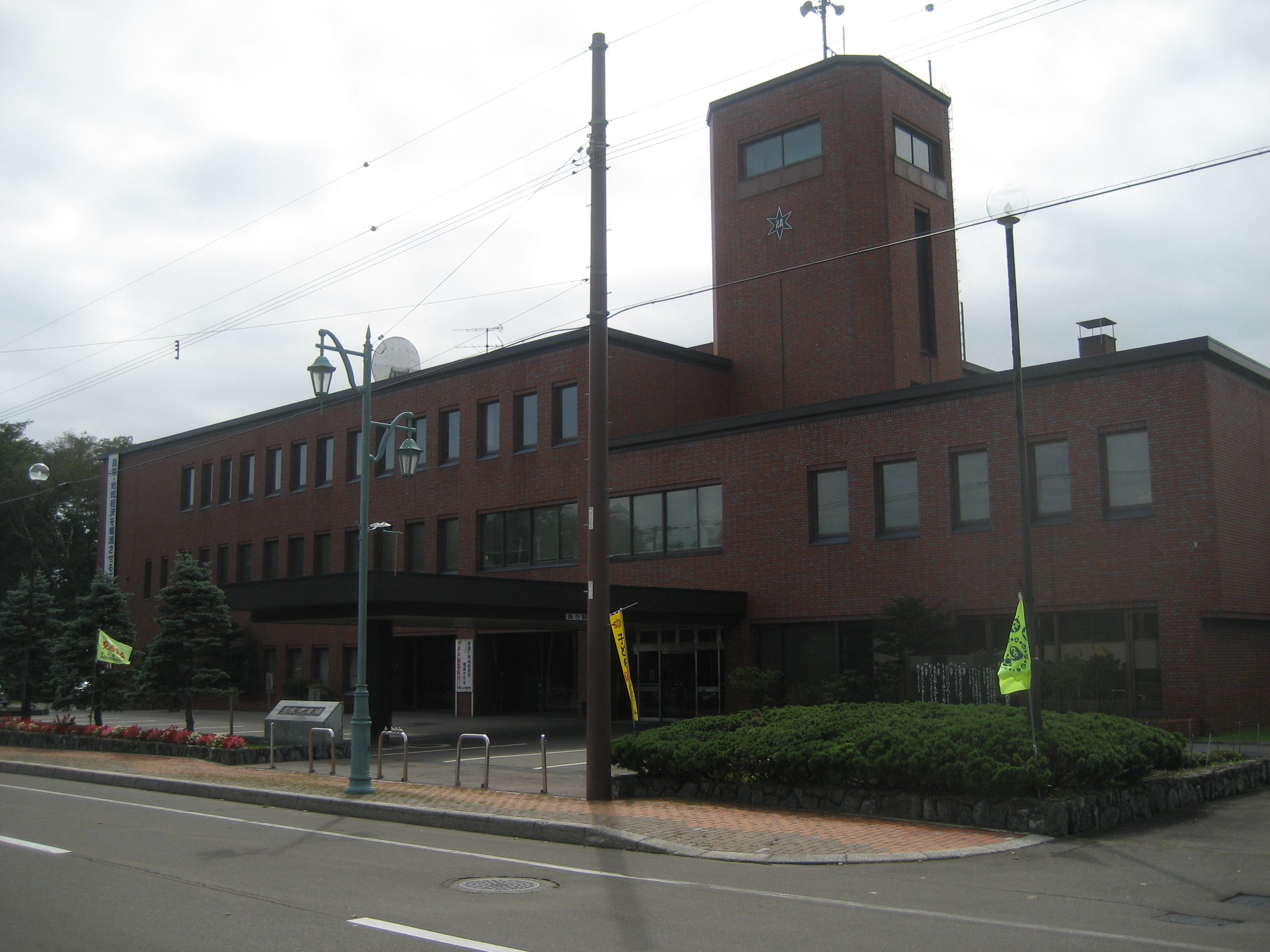
Мэрия посёлка Симидзу

Сими́дзу (яп. 清水町 Симидзу-тё:) — посёлок в Японии, находящийся в уезде Камикава округа Токати губернаторства Хоккайдо. Площадь посёлка составляет 402,18 км², население — 9927 человек (30 июня 2014), плотность населения — 24,68 чел./км².

## Географическое положение
Посёлок расположен на острове Хоккайдо в губернаторстве Хоккайдо. С ним граничат посёлки Синтоку, Сикаои, Мемуро, Хидака, Минамифурано.

## Население
Население посёлка составляет 9927 человек (30 июня 2014), а плотность — 24,68 чел./км². Изменение численности населения с 1980 по 2005 годы:
| 1980 | 13 352 чел. |  |
| 1985 | 13 281 чел. |  |
| 1990 | 12 033 чел. |  |
| 1995 | 11 325 чел. |  |
| 2000 | 10 988 чел. |  |
| 2005 | 10 464 чел. |  |

## Символика
Деревом посёлка считается Sorbus commixta, цветком — ландыш, птицей — Cettia diphone.